# Zdeněk Kříž
Zdeněk Kříž (* 25. června 1972) je český politolog, publicista a vysokoškolský učitel. 

## Studium a kariéra
V letech 1990 až 1991 pracoval jako dělník Československých státních drah. V roce 1996 získal magisterský titul v oborech politologie a historie na Filozofické fakultě Masarykovy univerzity. V tomtéž roce začal působit jako odborný asistent na Katedře sociálních věd Vojenské akademie v Brně, přičemž v roce 2003 se zde stal vedoucím této katedry. V roce 2000 se stal doktorem filozofie a získal titul Ph.D., v obou případech v oboru politologie na Fakultě sociálních studií Masarykovy univerzity. V roce 2004 se stal odborným asistentem na Katedře mezinárodních vztahů a evropských studií FSS MU. V prosinci 2006 se habilitoval a na katedře tak začal působit jako docent. V tomtéž roce také začal působit jako člen Akademického senátu FSS MU (ve funkci skončil v roce 2011) a učitelem na CEVRO Institutu. V roce 2014 se stal členem Výkonné rady FSS MU. V roce 2019 se stal vedoucím této katedry a o rok později se stal profesorem politologie.
V rámci své odborné činnosti se zaměřuje na problematiku mezinárodních vztahů, Severoatlantické aliance, bezpečnosti v Evropě a vojenských konfliktů. Z geografického hlediska se zaměřuje mj. na Německo.